# ناو کلاس ارتوسا (۱۹۱۳)
کروزر کلاس ارتوسا (۱۹۱۳) (به انگلیسی: Arethusa-class cruiser (1913)) یک کلاس از کشتی است که طول آن ۴۱۰ فوت (۱۲۵٫۰ متر) می‌باشد.